# Carl Agthe

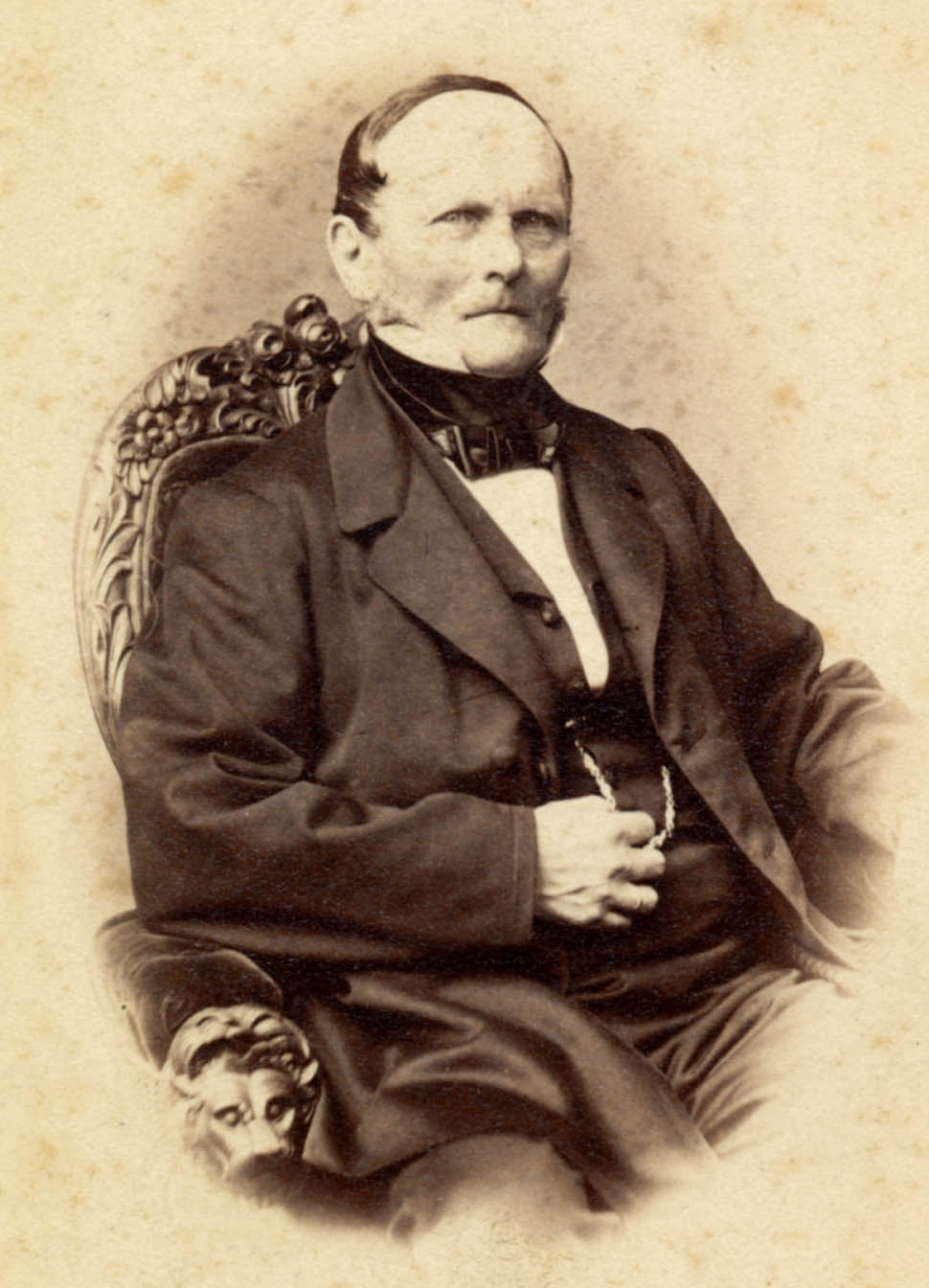
Carl Agthe um 1873

Carl Anton Christian Agthe (* 13. September 1806 in Frankenhausen; † 10. April 1876) war ein deutscher lutherischer Geistlicher und Lehrer.

## Leben
Carl Agthe war ein Sohn des Schuhmachers Christian Samuel Siegfried Agthe und dessen Frau in Frankenhausen. Er besuchte die lateinische Schule in Frankenhausen war nach Studium der Evangelischen Theologie an der Universität Halle unter Karl Christian Reisig und Promotion zum Dr. phil. 
Nach dem Studium wurde er in Hannover Lehrer am Thierbach'schen Institut und danach Hauslehrer der Familie Ilsemann. Es folgte eine Anstellung als Konrektor am Progymansaium in Nienburg und ging 1840 als Lehrer nach Goslar. 1848 wurde er zweiter Pastor an der St.-Stephani-Kirche in Goslar. 1856 legte er sein Pfarramt nieder. Agthe war auch Konrektor des Goslarer Progymnasiums. Er verfasste pädagogische Schriften, unter anderem einen Leitfaden für Naturlehre.
Agthe heiratete Dorothee Hänfling und hatte mit ihr drei Kinder.

## Schriften
- Leitfaden beim Unterrichte in der Naturlehre für Progymnasien, Bürger- und Gewerbeschulen (Hannover 1838)
- Leitfaden beim ersten Unterrichte in der Physik. Für mittlere Gymnasialclassen, höhere Bürger- und Realschulen, sowie zur Selbstbelehrung (2. Auflage, Hannover 1852)
- Anleitung zur deutschen Rechtschreibung oder Orthographie (Goslar um 1862)
- Vorschule zur deutschen Sprachlehre für die ersten Unterrichtsstufen in höheren Lehranstalten (2. Auflage, Goslar 1863)

## Nachkommen
Der Autor Werner Tiki Küstenmacher ist ein Ururenkel von Carl Agthe.